# Folgosa (Corgo)
Folgosa (llamada oficialmente San Martiño de Folgosa) es una parroquia española del municipio de Corgo, en la provincia de Lugo, Galicia.

## Otras denominaciones
La parroquia también es conocida por el nombre de San Martín de Folgosa.

## Organización territorial
La parroquia está formada por cinco entidades de población:
- Coedo
- Coto
- Reboredo
- Seoane
- Villacorbe (Vilacorbe)

## Demografía
| Gráfica de evolución demográfica de Folgosa entre 2000 y 2019 |
|                                                               |
| Datos según el nomenclátor publicado por el INE.              |